# Mick Butler (cầu thủ bóng đá)
Mick Butler (sinh ngày 27 tháng 1 năm 1951 ở Barnsley) là một cựu cầu thủ bóng đá người Anh có 350 lần ra sân ở Football League thi đấu ở vị trí tiền đạo cho Barnsley, Huddersfield Town, Bournemouth và Bury trong thập niên 1970 và 1980.